# Centerville (Georgia)
Centerville es un pueblo ubicado en el condado de Houston en el estado estadounidense de Georgia. En el censo de 2000, su población era de 4.278.

## Demografía
En el 2000 la renta per cápita promedia del hogar era de $46,797, y el ingreso promedio para una familia era de $52,554. El ingreso per cápita para la localidad era de $20,434. Los hombres tenían un ingreso per cápita de $36,731 contra $26,406 para las mujeres.

## Geografía
Centerville se encuentra ubicado en las coordenadas 32°37′56″N 83°40′41″O / 32.63222, -83.67806 (32.632111, -83.677950).
Según la Oficina del Censo, la localidad tiene un área total de 59,2 km² (22,9 mi²), de la cual 59 km² (22,8 mi²) es tierra y 0,2 km² (0 mi²) (0.39%) es agua.